# Jan Pieterse
Johannes Aloysius Maria "Jan" Pieterse, född 29 oktober 1942 i Oude Tonge, är en nederländsk före detta tävlingscyklist.
Pieterse blev olympisk guldmedaljör i lagtempoloppet vid sommarspelen 1964 i Tokyo.